# 阿米太·愛茲安尼
阿米太·愛茲安尼（希伯來語：‎，羅馬化：Amitai Etzioni，1929年4月1日—2023年5月31日）是一名以色列裔美國社會學家，以研究社群主義和社會經濟學而聞名，並且創立了組織「社區主義網絡」（Communitarian Network）關注社會、道德和政治基礎問題。曾在1995年擔任美國社會學協會主席。
出生在德國科隆一個猶太人家庭，後來因為反猶風暴而遷移到巴勒斯坦託管地，並且入讀马丁·布伯開設的學院。他先後從耶路撒冷希伯來大學取得社會學本科和碩士學位，再從加利福尼亞大學柏克萊分校以破紀錄的18個月速度取得博士學位，期間曾經擔任西摩·馬丁·利普塞特的研究助理。